# Bolesław Szlązak
Bolesław Szlązak (ur. 1906 w Strzemieszycach Wielkich, zm. 16 listopada 1995) – polski prawnik, poseł na Sejm PRL II kadencji (1957–1961), wiceprezes Najwyższej Izby Kontroli (1958–1977), członek Trybunału Stanu (1982–1985).

## Życiorys

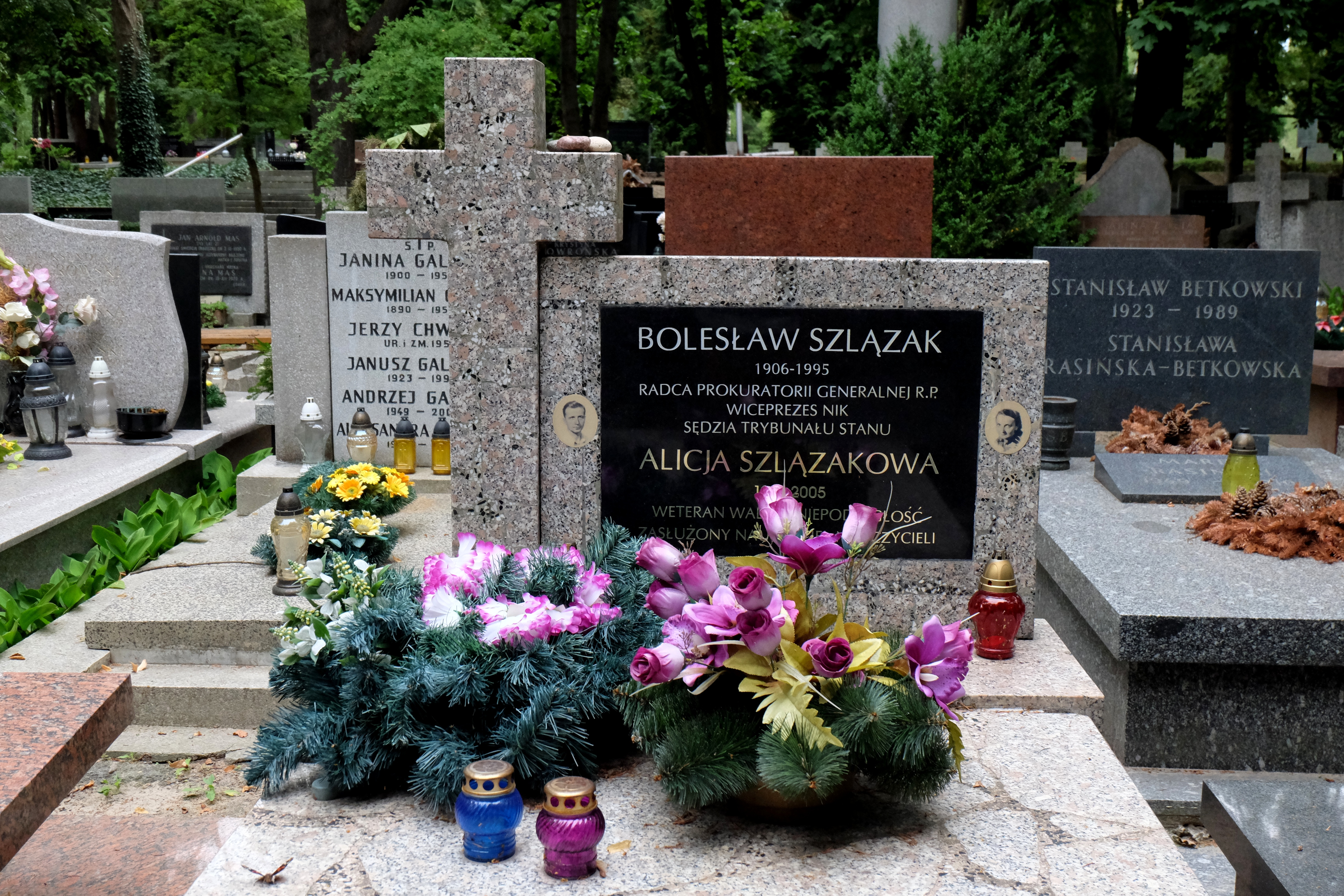
Grób Bolesława Szlązaka na Cmentarzu Wojskowym na Powązkach w Warszawie

Kształcił się w gimnazjum w Olkuszu, później na Wydziale Architektury Politechniki Lwowskiej (studiów nie ukończył) oraz Wydziale Prawa Uniwersytetu Poznańskiego (studia ukończył w 1945). W latach 30. zatrudniony w Urzędach Skarbowych w Poznaniu i Bydgoszczy oraz Prokuratorii Generalnej RP. Podczas II wojny światowej pracował w spółdzielni rolniczej w Piaskach koło Lublina. W 1945 podjął ponownie pracę w Prokuratorii Generalnej RP w Poznaniu, cztery lata później objął funkcję radcy w Prokuratorii Generalnej w Gdańsku. W 1957 rozpoczął pracę jako adwokat, a rok później został mianowany wiceprezesem Najwyższej Izby Kontroli (funkcję pełnił do czasu przejścia na emeryturę w 1977). Od 1980 do 1991 był członkiem Kolegium NIK. 
Od maja 1945 w szeregach Stronnictwa Demokratycznego. Był zastępcą sekretarza generalnego (na przełomie lat 50. i 60.), zasiadał również w Centralnym Komitecie. W 1957 z ramienia SD objął mandat posła na Sejm PRL II kadencji w okręgu Leszno. Pracował w Komisji Spraw Wewnętrznych oraz Nadzwyczajnej do opracowania projektu ustawy o Najwyższej Izbie Kontroli. Z nominacji SD był również członkiem rad narodowych w Gdyni (miejskiej), Gdańsku i Poznaniu (wojewódzkich).
W latach 1982–1985 zasiadał w Trybunale Stanu.
Działał społecznie w organizacjach lokalnych. Był m.in. prezesem Towarzystwa Przyjaciół Ziemi Olkuskiej (1960–1967) oraz w latach 80. XX wieku honorowym prezesem Towarzystwa Miłośników Sławkowa, gdzie spędził wiele lat swego życia i znany był jako lokalny społecznik. Od 1986 zasiadał w Radzie Społecznej Uniwersytetu Warszawskiego. Jest pochowany na Powązkach-Cmentarzu Wojskowym w Warszawie II A 12 17.

## Odznaczenia
Odznaczony m.in. Orderem Sztandaru Pracy I i II klasy, Krzyżem Komandorskim i Kawalerskim Orderu Odrodzenia Polski, Złotym Krzyżem Zasługi, Medalem Komisji Edukacji Narodowej, a także Medalami 10- i 30-lecia Polski Ludowej.